# Jean Balissat
Jean Balissat (* 15. Mai 1936 in Lausanne; † 16. September 2007 in Corcelles-le-Jorat) war ein Schweizer Komponist, Musikpädagoge, Musiker und Dirigent.

## Leben
Jean Balissat studierte in Lausanne bei Hans Haug Harmonielehre sowie Kontrapunkt und ab 1954 in Genf bei André-François Marescotti Komposition und Orchestration sowie bei Samuel Baud-Bovy Dirigieren. Parallel studierte er Perkussion bei Charles Peschier und Horn bei Robert Faller.
1972 bis 1983 war er als Professor für Komposition und Orchestration am Konservatorium in Genf tätig. Seit 1979 wirkte er ebenso als Professor am Konservatorium in Lausanne. Durch seinen Unterricht an den Konservatorien Genf und Lausanne geleitete er zahlreiche junge Studenten zur Komposition und Orchestration.
Ferner war er von 1960 bis 1983 Dirigent in diversen Blasorchestern, unter anderem 12 Jahre bei dem bekannten Blasorchester La Landwehr in Fribourg, in der Schweiz.
Jean Balissat war von 1986 bis 1990 Vorsteher des Schweizerischen Tonkünstlervereins (STV) und seit 1991 Präsident der SUISA («Schweizerische Gesellschaft für die Rechte der Urheber musikalischer Werke»).

## Werke

### Werke für Orchester
- 1977 Fête des vignerons sur un livret d’Henri Debluë
- 1980 Rückblick – pour violon et orchestre
- 1982 Bioméros für Kammerorchester

### Werke für Blasorchester
- 1981 Incantation et sacrifice, essai pour une harmonie bicéphale
- 1994 Le Chante de L’Alpe
- 1998 Gli elimenti pour orchestre d’harmonie
  - 1. La terre
  - 2. L’acqua
  - 3. L’aria
  - 4. Il fuoco
- AGE, suite symphonique, pour grande orchestre d’harmonie
- Les Gursks, poème symphonique pour orchestre d’harmonie
- Le premier jour pour orchestre d’harmonie
- Petite ouverture romantique
- Preludio Alfetto
- Second Sinfonietta For Band für Brass-Band
- Sinfonie pour orchestre d’harmonie
- Songes d’automne, sinfonietta pour orchestre d’harmonie

### Werke für Kammermusik
- 1956 Adagio et Fugue für Violine und Klavier
- 1971 Sept Variations für Oktett